# L'Alouette (Gondinet)
Pour les articles homonymes, voir Alouette.
L'Alouette est une pièce de théâtre, en un acte d'Edmond Gondinet et d'Albert Wolf, écrite en 1881 et dont la première représentation eut lieu au théâtre du Gymnase-Dramatique (aujourd'hui Théâtre du Gymnase Marie-Bell) à Paris, le 14 février 1881.

## Personnages
Noms de l'ensemble des personnages et de leurs interprètes lors de la première représentation :
- Mme de Lormel (surnommée L'Alouette), la mère de l'époux (créé par Madame Pasca)[3].
- Saint-Icare (crée par Gilles de Saint-Germain)
- André de Lormel, l'époux (crée par Candé)
- Jeanne de Lormel, l'épouse (créé par Jeanne Brindeau)

## Argument
L'alouette (en référence à la pièce de Shakespeare Roméo et Juliette) est le surnom d'une mère (Madame de Lormel) qui surveille son fils André qui, malgré son mariage récent avec Jeanne, n'hésite pas à fréquenter une jeune Américaine de passage. Cette mère décide d'avouer à André son tourment en narrant les aventures amoureuses de son mari (et donc le père d'André) qui abandonna son foyer pour suivre une femme. André comprend dès lors son erreur et décide de resserrer les liens avec son épouse.

## Réception
Malgré l'intrigue très simple, la pièce a bénéficié d'une bonne critique à sa sortie :
Selon le quotidien Le Petit Parisien du 17 février 1881, la pièce est « agréable » et a reçu un très bon accueil du public, notamment auprès de la comédienne Madame Pasca qui tient le rôle principal.
L'hebdomadaire d'actualité L'Univers illustré considère cette pièce comme « spirituelle » et « originale ». Danon, le rédacteur de l'article sur la pièce, considère que « la pièce est jouée à ravir ». L'article félicite les comédiens et les comédiennes et présente la jeune Jeanne Brindeau qui joue la jeune mariée comme « une jeune première des premières les plus agréables ».
Selon l'article, signée par Auguste Vitu, le 15 février 1881, paru dans le Figaro, « Madame Pasca a entrepris de bonne grâce la réhabilitation de la belle-mère : elle y a réussi ».